# Lasiopogon hasanicus
Lasiopogon hasanicus là một loài ruồi trong họ Asilidae. Lasiopogon hasanicus được Lehr miêu tả năm 1984. Loài này phân bố ở vùng Cổ Bắc giới.